# Teekanneneffekt

Beim Ausgießen von Tee läuft anfangs manchmal ein kleiner Flüssigkeitsstrom an der Tülle herunter.

Unter Teekanneneffekt versteht man das Phänomen, dass die Flüssigkeit, besonders wenn die Kanne noch sehr voll ist und man zur Vermeidung von Spritzern recht vorsichtig ausgießen will, an der Tülle und am Kannenkörper herunter-, statt in einem Bogen herausläuft.
Er tritt unabhängig von seinem Namen bei jeder Art von Kannen, Dosen, manchen Gläsern und sogar bei waagerechten Brunnenrohren auf.

## Forschung
Um 1950 bemühten sich Forscher vom Technion-Institut in Haifa (Israel) und von der New Yorker Universität, diesen Effekt wissenschaftlich zu erklären. Tatsächlich gibt es zwei Phänomene, die zu diesem Effekt beitragen: 
Einerseits wird die Bernoulli-Gleichung zur Erklärung herangezogen, andererseits ist auch die Adhäsion zwischen Flüssigkeit und Tüllen-Material wichtig.
Nach der Bernoulli-Erklärung wird beim Ausgießen die Flüssigkeit gegen den Innenrand der Tülle gedrückt, weil sich hierbei an deren Ende, der Kante, die Druckverhältnisse stark verändern; der umgebende Luftdruck drückt die Flüssigkeit in Richtung der Tülle. Mit Hilfe einer geeigneten Kannen-Geometrie (oder einer genügend hohen Ausgießgeschwindigkeit) kann vermieden werden, dass die Flüssigkeit die Tülle erreicht und somit den Teekanneneffekt auslöst. Gesetze der Hydrodynamik (Strömungslehre) beschreiben diese Situation, die hierfür relevanten werden in den folgenden Abschnitten erläutert. 
Da auch die Adhäsion eine Rolle spielt, ist auch das Material der Tülle, bzw. die Art der Flüssigkeit (Wasser, Alkohol oder Öl beispielsweise) relevant für das Auftreten des Teekanneneffekts.
In diesem Zusammenhang findet manchmal der Coandă-Effekt Erwähnung, der in der wissenschaftlichen Literatur jedoch selten zitiert wird und daher auch nicht genau definiert ist. Oft scheinen in diesem mehrere verschiedene Phänomene miteinander vermischt zu werden.

## Kontinuitätsgleichung
In der Hydrodynamik veranschaulicht man das Verhalten von fließenden Flüssigkeiten durch Strömungslinien. Sie laufen in die gleiche Richtung wie die Strömung selbst. Trifft die ausfließende Flüssigkeit auf eine Kante, wird die Strömung auf einen kleineren Querschnitt zusammengedrängt. Sie reißt nur dann nicht ab, wenn die Durchflussmenge an Flüssigkeitsteilchen konstant bleibt, unabhängig davon, wo sich ein gedachter Querschnitt (senkrecht zur Strömung) befindet. Es muss also genauso viel Masse durch eine Querschnittsfläche hineinströmen, wie bei einer anderen herausströmt. Man kann nun daraus folgern, aber auch in der Realität beobachten, dass an Engstellen die Strömung schneller wird und die Stromlinien sich bündeln. Diesen Sachverhalt beschreibt die „Kontinuitätsgleichung für nichtturbulente Strömungen“.

## Bernoulli-Gleichung
Was mit den Druckverhältnissen in der Strömung, wenn man die Strömungsgeschwindigkeit verändert, passiert beschäftigte schon Anfang des 18. Jahrhunderts den Naturwissenschaftler Daniel Bernoulli. Er verknüpfte, ausgehend von den oben genannten Kontinuitätsüberlegungen, die beiden Größen Druck und Geschwindigkeit miteinander. Die Kernaussage der Bernoulli-Gleichung lautet, dass der Druck in einer Flüssigkeit dort absinkt, wo die Geschwindigkeit anwächst (und umgekehrt): Strömung nach Bernoulli und Venturi.

## Auswirkung
An der Kante der Kannentülle wird also der Druck in der Strömung vermindert. Da jedoch der Luftdruck an der Außenseite der Strömung überall gleich groß ist, entsteht eine Druckdifferenz, die die Flüssigkeit an die Kante drückt. Jetzt wird beim Fließvorgang, abhängig von den verwendeten Materialien, die Außenseite der Tülle benetzt. An diesem Punkt treten zusätzliche Grenzflächenkräfte auf: Die Flüssigkeit läuft als schmales Rinnsal an Tülle und Kanne entlang, bis sie sich an deren Unterseite ablöst.
Der unerwünschte Teekanneneffekt tritt nur beim langsamen, vorsichtigen Ausgießen auf. Bei schnellem Gießen fließt die Flüssigkeit im Bogen aus der Tülle, ohne zu tröpfeln, man gibt ihr also eine relativ hohe Geschwindigkeit, mit der sich die Flüssigkeit von der Kante entfernt (siehe Ausflussgeschwindigkeit nach Torricelli). Die nach der Bernoulli-Gleichung entstehende Druckdifferenz reicht dann nicht aus, um die Strömung so weit zu beeinflussen, dass die Flüssigkeit um die Tüllenkante herumgedrückt wird.
Da sich die Strömungsverhältnisse mathematisch beschreiben lassen, ist auch eine kritische Ausflussgeschwindigkeit definiert. Wird sie beim Ausgießen unterschritten, fließt die Flüssigkeit an der Kanne herunter; sie tropft. Diese Geschwindigkeit ließe sich für eine bestimmte Kannengeometrie, dem aktuellen Luftdruck und dem Füllstand der Kanne, dem Tüllenmaterial, der Viskosität der Flüssigkeit und dem Ausgießwinkel theoretisch genau berechnen. Da abgesehen vom Füllstand die meisten Einflussgrößen nicht veränderbar sind (zumindest nicht ausreichend genau in der Praxis), bleibt meist als einziger Ausweg zur Vermeidung des Teekanneneffekts, eine geeignete Geometrie der Kanne zu wählen. 
Ein weiteres Phänomen ist die Verringerung des Luftdrucks zwischen Tülle und Flüssigkeitsstrahl durch das Mitreißen von Gas-Molekülen (einseitiger Wasserstrahlpumpen-Effekt), so dass der Luftdruck auf der gegenüberliegenden Seite den Flüssigkeitsstrahl zu der Tüllenseite drücken würde. Bei den üblicherweise beim Tee-Eingießen vorherrschenden Bedingungen wird dieser Effekt allerdings kaum in Erscheinung treten.

## Konsequenz

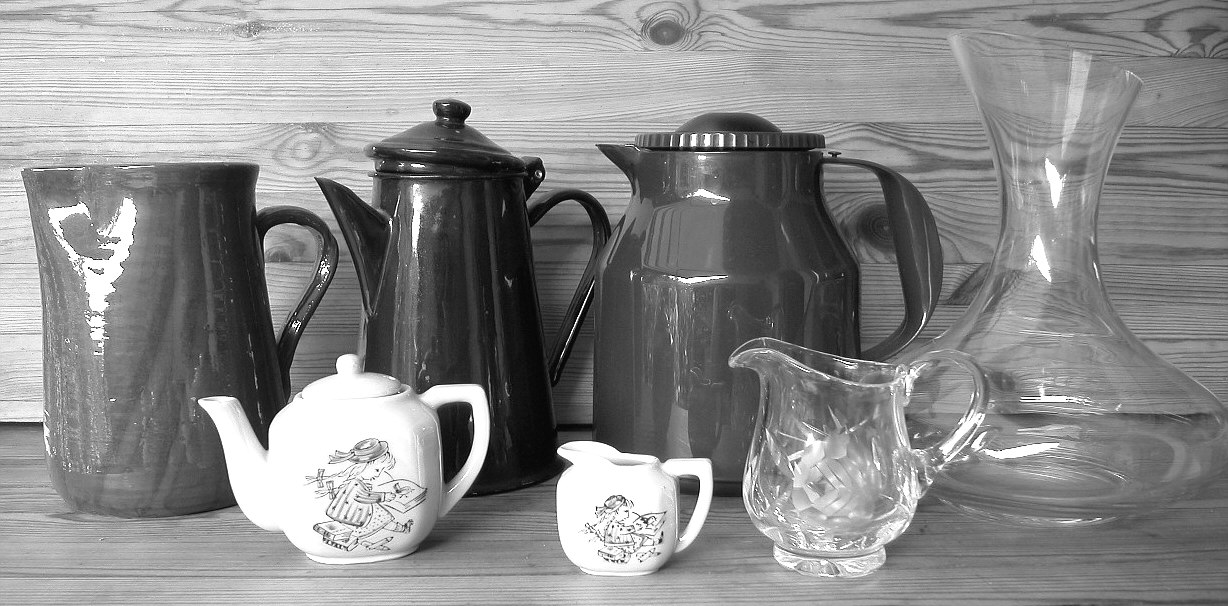
Verschiedene Kannen

Eine gute Kanne sollte, unabhängig von modischen Erscheinungen, eine Tülle mit einer Abrisskante haben (also keine gerundete Kante aufweisen), um das Umlaufen der Kante zu erschweren. Und – noch wichtiger – nach der Kante sollte die Tülle zunächst nach oben führen (egal in welcher Position die Kanne gehalten wird). Dadurch würde die Flüssigkeit beim Ausgießen nämlich gezwungen, nach dem Umrunden der Tüllenkante aufwärts zu fließen, was aber durch die Schwerkraft verhindert wird. Die Strömung kann sich so auch bei langsamem Ausgießen der Benetzung widersetzen und die Flüssigkeit gelangt nicht bis zum abwärts geneigten Teil der Tülle und an den Kannenkörper.
Die nebenstehende Abbildung zeigt vorne drei Gefäße mit schlechtem Ausgießverhalten. Selbst in waagrechter Haltung, d. h. auf dem Tisch stehend, weisen die Unterkanten der Ausgießer nicht nach oben. Dahinter befinden sich vier Gefäße mit gutem Fließverhalten, das sich aus gut ausgeformten Spitzen ergibt. Hier wird schon bei weniger als 45° ein Aufsteigen der Flüssigkeit am unteren Rand des Ausgießers erreicht. Zum Teil wird dies erst ersichtlich, wenn man die normale maximale Füllhöhe berücksichtigt: Die Glaskaraffe ganz rechts zum Beispiel erscheint auf den ersten Blick wegen ihres schlanken Halses als schlechter Ausgießer. Da solche Gefäße jedoch im Allgemeinen höchstens bis zum Rand des runden Kolbenteils gefüllt werden, erhält man dann beim waagrechten Eingießen einen vorteilhaften Aufstieg am Hals.
Dies ist auch bei der Thermoskanne (links neben der Karaffe) im Unterschied zu der Blechkanne links daneben bedeutsam: Abgesehen von dem etwas günstigeren Winkel der Tülle schon im Stand erfordert hier der deutlich geringere maximale Füllstand (sofern man den Deckel schließen möchte) einen deutlich größeren Kippwinkel und damit einen noch steileren Aufwärtswinkel für die Flüssigkeit beim Ausgießen. Bei den unteren beiden Kännchen rechts ergibt sich durch die hohe Lage des Ausgießers (oberhalb des maximalen Füllstands), dass man das Gefäß vor dem Ausgießen recht weit neigen muss, so dass dann die Tülle direkt nach der Kante auch nach oben (entgegen der Schwerkraft) zeigt. 
Zur Vermeidung des Teekanneneffekts kann die Kanne weniger gefüllt werden, so dass schon anfänglich ein größerer Kippwinkel notwendig ist. Die Wirkung beziehungsweise der ideale Füllstand hängt allerdings wieder von der Kannen-Geometrie ab. 
Bei Flaschen tritt der Teekanneneffekt nicht auf, denn beim Einschenken zeigt der schlanke Flaschenhals immer aufwärts; die Strömung müsste also ein großes Stück „bergauf fließen“. Für flüssige Chemikalien im Labor werden daher auch häufig flaschenähnliche Behälter verwendet. Dort kommen auch bestimmte Materialien zum Einsatz, die das Tropfen verhindern sollen, zum Beispiel Glas, welches sich gut formen oder gar schleifen lässt, um möglichst scharfe Kanten zu erzeugen, oder zum Beispiel Teflon, das die oben beschriebene Adhäsionswirkung verringert.